# خیار تفلیس
تفلیس عبارت است از صدور حکم دادگاه به اینکه اموال شخص کمتر از دیون اوست. به دیگر سخن تفلیس عبارت از منع شخص مدیون از تصرف در اموال خود به حکم دادگاه برای حفظ حقوق بستانکاران است. شخصی که دادگاه چنین حکمی دربارهٔ او صادر کرده و بدین ترتیب عدم قدرت او را به پرداخت دیونش احراز نموده مفلّس نامیده می‌شود.قانونگذار خیار تفلیس را در زمره خیارات مذکور در ماده ۳۹۶ قانون مدنی نام نبرده، ولی ماده ۳۸۰ را به این خیار اختصاص داده.
در این ماده می‌خوانیم: در صورتی که مشتری مفلس شود و عین مبیع نزد او موجود باشد، بایع حق استرداد آن را دارد و اگر مبیع هنوز تسلیم نشده باشد می‌تواند از تسلیم آن امتناع کند.استرداد مبیع از مشتری مفلس، جز با فسخ عقد امکان ندارد (خیار تفلیس). امتناع بایع از تسلیم در صورتی که مبیع را هنوز تسلیم نکرده باشد نیز حبس نیست بلکه فسخ عقد (خیار تفلیس) و معاف شدن از تعهد تسلیم است.به نظر می‌رسد خیار تفلیس نوعی خیار تعذر تسلیم، یا دست کم مبنای آن تعذر تسلیم، است.

#### ماده 380 قانون مدنی در باب خیار تفلیس آورده است که:
« در صورتی که مشتری مفلس شود و عین مبیع ( مال فروخته شده )نزد او موجود باشد بایع حق استرداد آن را دارد و اگر مبیع هنوز تسلیم نشده باشد ‌می‌تواند از تسلیم آن امتناع کند.»m
شرایط:
برای اینکه بایع خیار تفلیس داشته باشد و بتواند معامله را از این جهت فسخ کند شرایط زیر لازم است:
۱-مشتری باید به حکم دادگاه مفلس (ورشکسته) شناخته شده باشد.
۲-مبیع باید به مشتری تسلیم نشده یا اگر تسلیم شده هنوز عین آن نزد مشتری باقی باشد، یعنی تلف نشده و نیز مشتری آن را به دیگری منتقل نکرده باشد.
۳-ثمن باید تأدیه نشده باشد.
۴-ثمن باید کلی در ذمه باشد.